# Figueruelas
Figueruelas (dân số 1.040 người, diện tích 16,99  km²) là một đô thị ở Vùng tự trị Aragón, tỉnh Zaragoza, Tây Ban Nha. Figueruelas nằm cách tỉnh lỵ 26 km.

## Biến động dân số
| 1991 |  | 1996 |  | 2001  |  | 2004  |
| ---- |  | ---- |  | ----- |  | ----- |
| 870  |  | 955  |  | 1.058 |  | 1.111 |